# Serie A2 2010-2011 - Girone F (pallamano maschile)

## Formula
- Prima fase: le 8 squadre partecipanti hanno disputato un girone all'italiana di andata e ritorno; al termine della prima fase le prime quattro squadre classificate si sono qualificata per la poule promozione mentre le ultime quattro squadre classificate si sono qualificate per la poule retrocessione.
- Poule promozione: le 4 squadre partecipanti hanno disputato un girone all'italiana di andata e ritorno; la prima classificata è stata promossa in serie A1 nella stagione successiva.
- Poule retrocessione: le 4 squadre partecipanti hanno disputato un girone all'italiana di andata e ritorno; la squadra classificata all'ultimo posto è stata retrocessa in serie B nella stagione successiva.

## Squadre partecipanti
- Amaranto R. Calabria
- CUS Palermo
- Kelona
- Ortigia

- Aetna Mascalucia
- Alcamo
- Girgenti
- Mascalucia

## Risultati prima fase
| andata | 1ª giornata                    | ritorno |
| ------ | ------------------------------ | ------- |
| 28-27  | B&T Impianti Amaranto - Kelona | 29-30   |
| 27-28  | Girgenti - Alcamo              | 32-31   |
| 22-31  | Aetna Mascalucia - Cus Palermo | 27-34   |
| 36-27  | Siracusa - Mascalucia          | 33-31   |

| andata | 4ª giornata                    | ritorno |
| ------ | ------------------------------ | ------- |
| 30-27  | Alcamo - B&T Impianti Amaranto | 32-23   |
| 37-25  | Cus Palermo - Girgenti         | 25-27   |
| 27-30  | Mascalucia - Kelona            | 22-33   |
| 29-21  | Siracusa - Aetna Mascalucia    | 24-31   |

| andata | 7ª giornata                      | ritorno |
| ------ | -------------------------------- | ------- |
| 34-38  | B&T Impianti Amaranto - Girgenti | 23-30   |
| 28-35  | Kelona - Aetna Mascalucia        | 31-33   |
| 28-21  | Cus Palermo - Siracusa           | 23-32   |
| 31-36  | Mascalucia - Alcamo              | 28-32   |

| andata | 2ª giornata                         | ritorno |
| ------ | ----------------------------------- | ------- |
| 31-30  | Alcamo - Siracusa                   | 27-30   |
| 28-27  | Kelona - Girgenti                   | 24-40   |
| 30-17  | Cus Palermo - B&T Impianti Amaranto | 33-26   |
| 24-30  | Mascalucia - Aetna Mascalucia       | 32-44   |

| andata | 5ª giornata                      | ritorno |
| ------ | -------------------------------- | ------- |
| 30-29  | B&T Impianti Amaranto - Siracusa | 26-34   |
| 24-26  | Kelona - Alcamo                  | 40-39   |
| 36-24  | Cus Palermo - Mascalucia         | 31-29   |
| 37-23  | Aetna Mascalucia - Girgenti      | 21-29   |

| andata | 3ª giornata                        | ritorno |
| ------ | ---------------------------------- | ------- |
| 27-29  | Girgenti - Siracusa                | 27-26   |
| 38-29  | B&T Impianti Amaranro - Mascalucia | 30-34   |
| 27-34  | Kelona - Cus Palermo               | 23-27   |
| 34-33  | Aetna Mascalucia - Alcamo          | 35-25   |

| andata | 6ª giornata                              | ritorno |
| ------ | ---------------------------------------- | ------- |
| 27-36  | Alcamo - Cus Palermo                     | 32-38   |
| 37-26  | Girgenti - Mascalucia                    | 25-24   |
| 39-32  | Aetna Mascalucia - B&T Impianti Amaranto | 31-29   |
| 35-22  | Siracusa - Kelona                        | 32-28   |

### Classifica
|  | Pos. | Squadra              | Pt | G  | V  | N | P  | GF  | GS  | DR  |
|  | ---- | -------------------- | -- | -- | -- | - | -- | --- | --- | --- |
|  | 1.   | CUS Palermo          | 36 | 14 | 12 | 0 | 2  | 443 | 359 | +84 |
|  | 2.   | Aetna Mascalucia     | 30 | 14 | 10 | 0 | 4  | 440 | 404 | +36 |
|  | 3.   | Ortigia              | 27 | 14 | 9  | 0 | 5  | 420 | 379 | +41 |
|  | 4.   | Girgenti             | 27 | 14 | 9  | 0 | 5  | 414 | 393 | +21 |
|  | 5.   | Alcamo               | 21 | 14 | 7  | 0 | 7  | 429 | 435 | -6  |
|  | 6.   | Kelona               | 15 | 14 | 5  | 0 | 9  | 395 | 434 | -39 |
|  | 7.   | Amaranto R. Calabria | 9  | 14 | 3  | 0 | 11 | 392 | 446 | -54 |
|  | 8.   | Mascalucia           | 3  | 14 | 1  | 0 | 13 | 388 | 471 | -83 |

Legenda:

      Qualificate alla Poule promozione
      Qualificate alla Poule retrocessione

## Risultati seconda fase - poule promozione
| andata | 1ª giornata                 | ritorno |
| ------ | --------------------------- | ------- |
| 35-27  | Cus Palermo - Girgenti      | 34-23   |
| 28-26  | Aetna Mascalucia - Siracusa | 27-24   |

| andata | 2ª giornata                 | ritorno |
| ------ | --------------------------- | ------- |
| 30-31  | Siracusa - Cus Palermo      | 19-34   |
| 29-30  | Girgenti - Aetna Mascalucia | 28-36   |

| andata | 3ª giornata                    | ritorno |
| ------ | ------------------------------ | ------- |
| 30-24  | Aetna Mascalucia - Cus Palermo | 26-40   |
| 27-31  | Girgenti - Siracusa            | 32-30   |

### Classifica poule promozione
|  | Pos. | Squadra          | Pt | G | V | N | P | GF  | GS  | DR  |
|  | ---- | ---------------- | -- | - | - | - | - | --- | --- | --- |
|  | 1.   | CUS Palermo      | 15 | 6 | 5 | 0 | 1 | 198 | 155 | +43 |
|  | 2.   | Aetna Mascalucia | 15 | 6 | 5 | 0 | 1 | 177 | 171 | +6  |
|  | 3.   | Ortigia          | 3  | 6 | 1 | 0 | 5 | 160 | 179 | -19 |
|  | 4.   | Girgenti         | 3  | 6 | 1 | 0 | 5 | 166 | 196 | -30 |

Legenda:

      Promossa in Serie A1 2011-2012

## Risultati seconda fase - poule retrocessione
| andata | 1ª giornata                    | ritorno |
| ------ | ------------------------------ | ------- |
| 36-28  | Alcamo - Mascalucia            | 38-27   |
| n.d.   | Kelona - B&T Impianti Amaranto | n.d.    |

| andata | 2ª giornata                    | ritorno |
| ------ | ------------------------------ | ------- |
| n.d.   | B&T Impianti Amaranto - Alcamo | n.d.    |
| 33-27  | Mascalucia - Kelona            | 33-30   |

| andata | 3ª giornata                        | ritorno |
| ------ | ---------------------------------- | ------- |
| 31-29  | Kelona - Alcamo                    | 31-30   |
| n.d.   | Mascalucia - B&T Impianti Amaranto | n.d.    |

### Classifica poule retrocessione
|  | Pos. | Squadra              | Pt | G | V | N | P | GF  | GS  | DR  |
|  | ---- | -------------------- | -- | - | - | - | - | --- | --- | --- |
|  | 1.   | Alcamo               | 6  | 4 | 2 | 0 | 2 | 133 | 117 | +16 |
|  | 2.   | Kelona               | 6  | 4 | 2 | 0 | 2 | 119 | 125 | -6  |
|  | 3.   | Mascalucia           | 6  | 4 | 2 | 0 | 2 | 121 | 131 | -10 |
|  | 4.   | Amaranto R. Calabria | 0  | 0 | 0 | 0 | 0 | 0   | 0   | 0   |

Legenda:

      Retrocessa in Serie B 2011-2012
NB: Amaranto Reggio Calabria si è ritirata prima dell'inizio della seconda fase.

## Verdetti
- CUS Palermo: promossa in Serie A1 2011-2012.
- Amaranto R. Calabria: retrocessa in Serie B 2011-2012.